# Corneda (Irijo)
Corneda (llamada oficialmente Santiago de Corneda) es una parroquia del municipio español de Irijo, en la provincia de Orense, Galicia.

## Organización territorial
La parroquia está formada por diez entidades de población:
- Compeliños
- Coucieiro
- El Viso (O Viso)
- Enfesta
- Guimarás
- Matelo
- Outeiro
- Pedriña
- Souteliño
- Vilameá

## Demografía
| Gráfica de evolución demográfica de Corneda entre 2000 y 2022 |
|                                                               |
| Datos según el nomenclátor publicado por el INE.              |